# 프란세스 엘리자베스 캐롤라인 윌러드
프랜시스 엘리자베스 캐럴라인 윌러드(Frances Elizabeth Caroline Willard, 1839년 9월 28일 ~ 1898년 2월 17일)는 미국인 교육자, 금주 운동 개혁가, 여성 참정권론자였다. 윌러드는 1879년 여성 기독교 금주 운동(WCTU)의 전국 회장이 되었고 1898년 사망할 때까지 회장직을 유지했다. 그녀의 영향력은 다음 수십 년 동안 지속되었으며, 미국 헌법의 미국 수정 헌법 제18조(금주법에 관한)와 미국 수정 헌법 제19조(여성 참정권에 관한)가 채택되었다. 윌러드는 WCTU를 위해 "모든 것을 하라"는 슬로건을 개발했고, 회원들이 로비, 청원, 설교, 출판, 교육을 통해 광범위한 사회 개혁에 참여하도록 장려했다.
윌러드의 업적에는 여러 주에서 성교 동의 연령을 높이고 노동 개혁, 특히 8시간 노동을 포함한 법률 통과가 있다. 그녀는 또한 교도소 개혁, 과학적 금주 교육, 기독교 사회주의, 여성 권리의 세계적 확대를 주장했다.

## 초기 생애와 교육

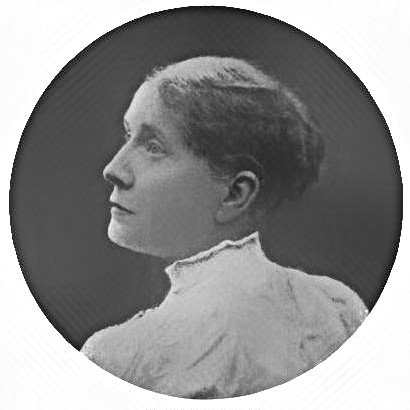
프랜시스 윌러드

윌러드는 1839년 조사이어 윌러드와 메리 톰슨 힐 윌러드 사이에서 로체스터 (뉴욕주) 근처 처치빌에서 태어났다. 그녀는 영국의 소설가 프랜시스 버니, 미국의 시인 프랜시스 오스굿, 그리고 전년에 사망한 그녀의 언니 엘리자베스 캐럴라인의 이름을 따서 명명되었다. 그녀에게는 올리버라는 오빠와 메리라는 여동생 두 명이 있었다. 아버지는 농부, 자연주의자, 입법자였다. 어머니는 학교 교사였다. 1841년 가족은 오벌린 (오하이오주)로 이사했고, 그곳에서 오벌린 칼리지에서 조사이어 윌러드는 목회를 공부했고 메리 힐 윌러드는 수업을 들었다. 그들은 1846년 조사이어 윌러드의 건강 때문에 제인즈빌 (위스콘신주)로 이사했다. 위스콘신에서 가족은 이전에는 회중교회였으나 감리교가 되었다. 프랜시스와 그녀의 여동생 메리는 어머니의 언니가 가르치던 밀워키 사범 연구소에 다녔다.
1858년 윌러드 가족은 에번스턴 (일리노이주)로 이사했고, 조사이어 윌러드는 은행가가 되었다. 프랜시스와 메리는 노스웨스턴 여성 대학(North Western Female College, 노스웨스턴 대학교와는 관련 없음)에 다녔고, 오빠 올리버는 개럿 성경 연구소에 다녔다.

## 교사 경력
노스웨스턴 여성 대학을 졸업한 후 윌러드는 전국 각지에서 여러 교사 직위를 맡았다. 그녀는 피츠버그 여성 대학에서 일했고, 뉴욕의 제네시 웨슬리안 신학교(나중에 시러큐스 대학교)에서 교감으로 일했다. 그녀는 1871년 새로 설립된 에번스턴 여성 대학의 총장으로 임명되었다. 1873년 에번스턴 여성 대학이 노스웨스턴 대학교의 여성 대학이 되었을 때, 윌러드는 대학 최초의 여성 학장으로 임명되었다. 그러나 이 직책은 그녀가 1874년 여성 대학의 운영을 놓고 대학 총장 찰스 헨리 파울러와 대립한 후 사임하면서 짧게 끝났다. 윌러드는 이전에 파울러와 약혼했었으나 약혼을 파기했다.

## 활동가 (WCTU와 참정권)

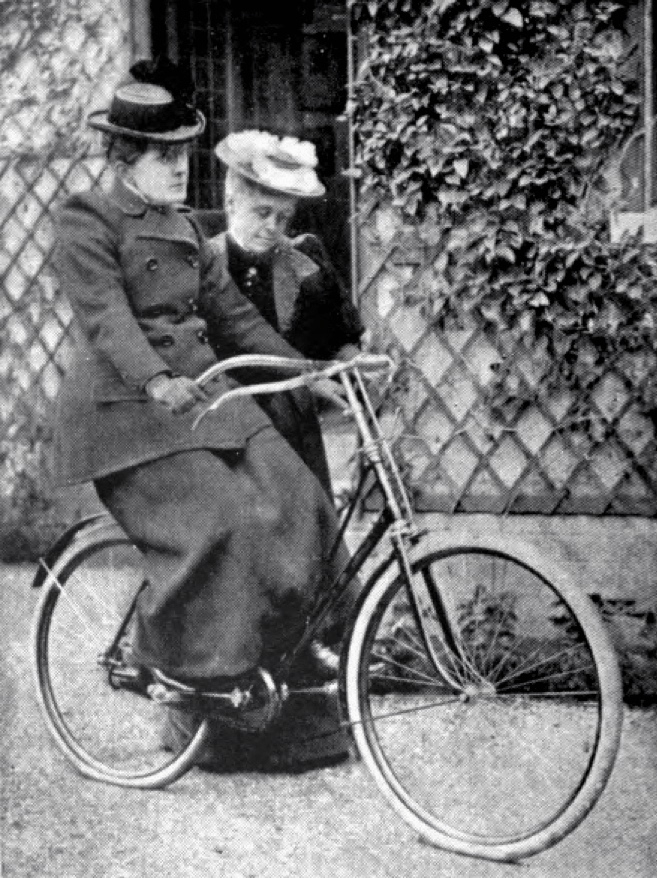
"손을 놓아라 – 하지만 옆에 있어라"; 자전거 타는 법을 배우는 프랜시스 윌러드

사임 후 윌러드는 새로운 경력인 여성 금주 운동에 에너지를 집중했다. 1874년 윌러드는 여성 기독교 금주 운동(WCTU) 창립 대회에 참여하여 초대 통신 비서로 선출되었다. 1876년 그녀는 WCTU 출판부의 책임자가 되어 WCTU의 주간 신문인 더 유니언 시그널의 출판과 전국 독자 확보에 집중했다. 1885년 윌러드는 엘리자베스 보인턴 하버트, 메리 엘런 웨스트, 프랜시스 어거스타 헤밍웨이 코난트, 메리 크로웰 밴 벤스호텐(윌러드의 첫 비서) 및 43명과 함께 일리노이 여성 언론인 협회를 설립했다.
1879년 그녀는 전국 WCTU의 회장직에 출마하여 성공적으로 당선되었다. 당선된 후 그녀는 사망할 때까지 그 직책을 유지했다. 금주 운동을 위한 그녀의 지칠 줄 모르는 노력에는 1874년 50일간의 순회 강연, 연평균 30,000마일의 여행, 10년간 연평균 400회의 강연이 포함되었으며, 대부분은 개인 비서 애나 애덤스 고든의 도움을 받았다.
한편, 윌러드는 남부에서 WCTU 회원을 늘리려고 노력했고, 멤피스(한 딸이 살고 있던 곳)의 지역 여성 기독교 협회 비서였던 전 남부 연합 대통령 제퍼슨 데이비스의 아내 바리나 데이비스를 만났다. 윌러드는 러더퍼드 B. 헤이스 대통령의 아내인 루시 헤이스를 설득하여 금주 운동을 돕게 하려 했으나 실패했지만, 금주 소설을 출판한 전 남부 연합 지지자였던 작가 샐리 F. 채핀은 윌러드를 지지했으며 데이비스 부부의 친구였다. 1887년 데이비스는 윌러드를 자신의 집으로 초대하여 미혼 딸 위니 데이비스의 미래에 대해 논의했지만, 데이비스 부부는 모두 공개적인 지지자가 되는 것을 거부했는데, 부분적으로는 제퍼슨 데이비스가 법적 금주를 반대했기 때문이었다. 1887년 텍사스에서는 부분적으로 전 남부 연합 체신부장 존 헤닝어 레이건이 금주법을 지지했기 때문에 금주에 대한 주민 투표가 실시되었다. 신문들이 윌러드가 제퍼슨 데이비스에게 그의 아내에게 주라며 금주 배지를 건네는 사진을 게재하자, 제퍼슨 데이비스는 주민 투표에 공개적으로 반대했고(주권에 위배된다는 이유로) 주민 투표는 부결되었다. 비록 바리나 데이비스와 윌러드는 다음 10년간 계속 서신을 주고받았지만(바리나는 남편 사망 후 뉴욕으로 이사했고, 윌러드는 마지막 10년 대부분을 해외에서 보냈다); 또 다른 금주 주민 투표는 20년 동안 일어나지 않았다.
WCTU의 회장으로서 윌러드는 또한 "가정 보호"를 기반으로 여성 참정권을 주장했는데, 그녀는 이를 "강한 술의 합법적인 거래로 인한 파괴로부터 가정을 보호하기 위한 수단으로서 21세 이상의 모든 여성에게 투표권을 확보하는 것을 목표로 하는 운동"이라고 설명했다. "파괴"는 술에 취한 남성들이 저지르는 여성에 대한 폭력 행위를 의미했는데, 이는 가정 안팎에서 흔한 일이었다. 윌러드는 여성 참정권 없이는 남성들이 그들의 범죄에서 쉽게 벗어날 수 있다고 주장했다. "가정 보호" 주장은 가부장적 언론, 종교 당국, 그리고 사회 전체로부터 여성 참정권론자들을 의심해야 한다는 말을 듣던 "평균적인 여성"의 지지를 얻기 위해 사용되었다. 가정 보호에 대한 열망은 평균적인 여성에게 참정권을 추구할 사회적으로 적절한 통로를 제공했다. 윌러드는 여성들이 "약한" 성이라는 생각을 버리고 남성에게 대한 자연적인 의존성을 받아들여야 한다고 주장했다. 그녀는 여성들이 사회를 개선하기 위한 운동에 참여하도록 격려했다: "정치는 여성이 있어야 할 곳이다." 윌러드에게 참정권 운동의 목표는 여성이 남성의 "짐이자 장난감"이 아닌 남성의 동반자이자 조언자로서 잠재력을 발휘할 수 있도록 하는 "여성다움의 이상"을 구축하는 것이었다.
윌러드의 참정권 주장은 또한 성경에 대한 그녀의 여성주의적 해석에 달려 있었다. 그녀는 자연법과 신법이 미국 가정에서 평등을 요구하며, 어머니와 아버지가 리더십을 공유해야 한다고 주장했다. 그녀는 이 가정의 개념을 확장하여, "하나님이 법의 영역 전체에서 남성과 여성을 나란히 세우시듯이" 교육, 교회, 정부 문제에서 남성과 여성이 나란히 이끌어야 한다고 주장했다.
윌러드의 활동은 1883년 국제 마약 거래 반대 폴리글롯 청원이 유통되면서 국제적인 규모로 확대되었다. 그녀는 또한 워싱턴 D.C.에서 열린 국제 여성 협의회 회의에 메이 라이트 수웰과 합류하여 미국 여성 전국 협의회의 영구적인 기반을 다졌다. 그녀는 1888년에 이 조직의 초대 회장이 되었고 1890년까지 그 직책을 유지했다. 윌러드는 또한 1888년에 세계 WCTU를 설립했고 1893년에 그 회장이 되었다. 그녀는 영국 여성 금주 협회의 회장인 레이디 헨리 서머싯과 긴밀히 협력했으며, 그녀는 영국에서 여러 차례 방문했다.
1892년 그녀는 세인트루이스에서 열린 인민당 (또는 포퓰리스트당) 형성 대회에 참여했다. 이 대회에는 그녀와 그녀의 초청으로 모인 미국 최고의 개혁가 28명이 일리노이주, 시카고에서 초안을 작성한 일련의 원칙이 제시되었다. 그러나 새로운 정당은 경제 문제에 집중하기를 원했기 때문에 여성 참정권이나 금주를 지지하는 것을 거부했다.
1893년 이후 윌러드는 영국의 페이비언 협회의 영향을 받아 열렬한 기독교 사회주의자가 되었다.

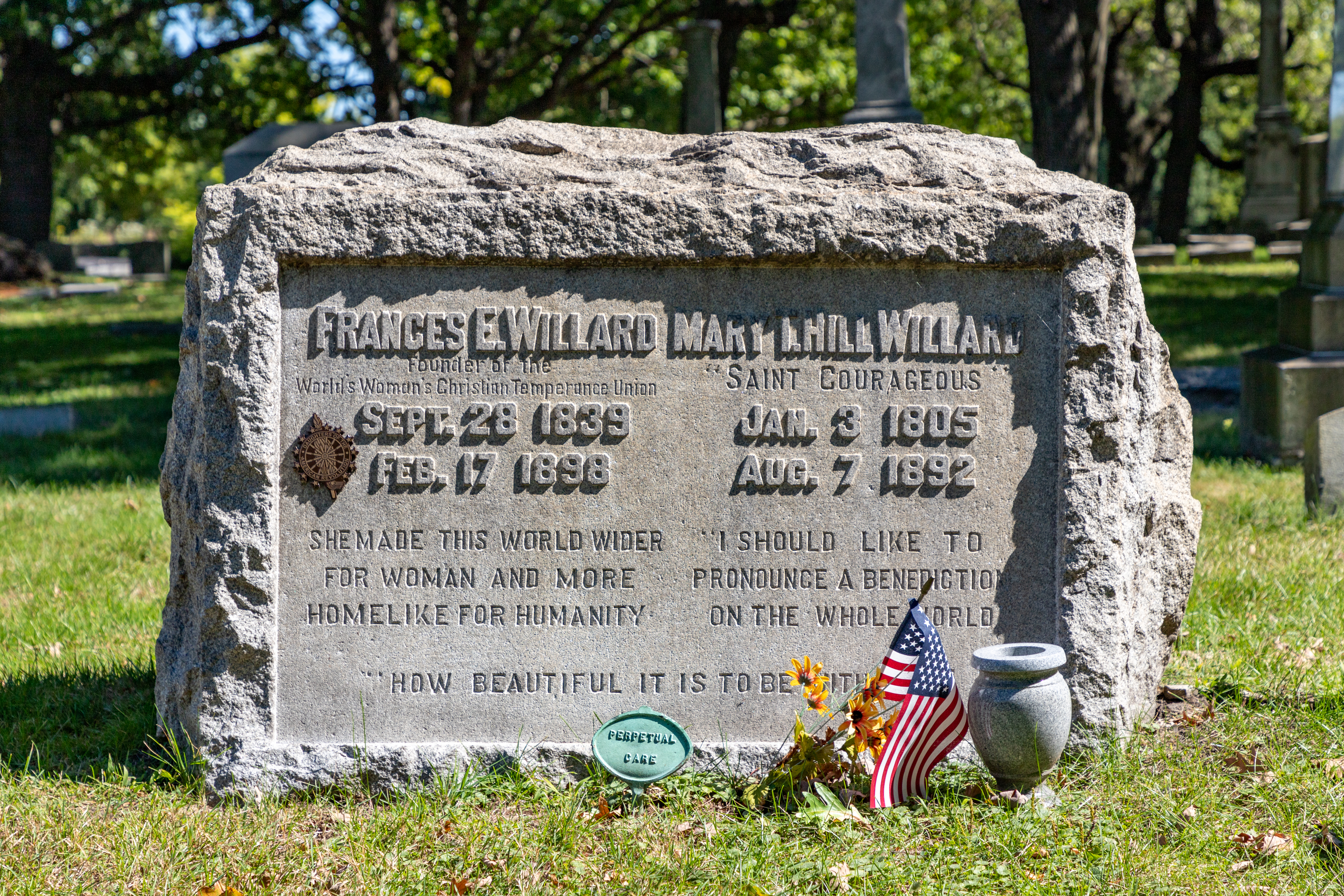
윌러드 묘비

## 사망
1898년, 윌러드는 잉글랜드와 프랑스로 출항할 준비를 하던 중 인플루엔자에 걸려 뉴욕의 엠파이어 호텔에서 조용히 잠든 채 사망했다. 그녀는 일리노이주 시카고의 로즈힐 묘지에 묻혔다.
프랜시스 윌러드와 그녀의 어머니 메리 톰슨 힐 윌러드는 시카고의 로즈힐 묘지에 안장되어 있다. 그녀는 에번스턴 (일리노이주)에 있는 그녀의 집을 WCTU에 유증했다. 프랜시스 윌러드 하우스 (에번스턴, 일리노이주)는 1900년에 박물관으로 개관했으며 동시에 WCTU의 본부가 되었다. 1965년에는 미국 국립역사기념물의 지위로 격상되었다.

## 유산

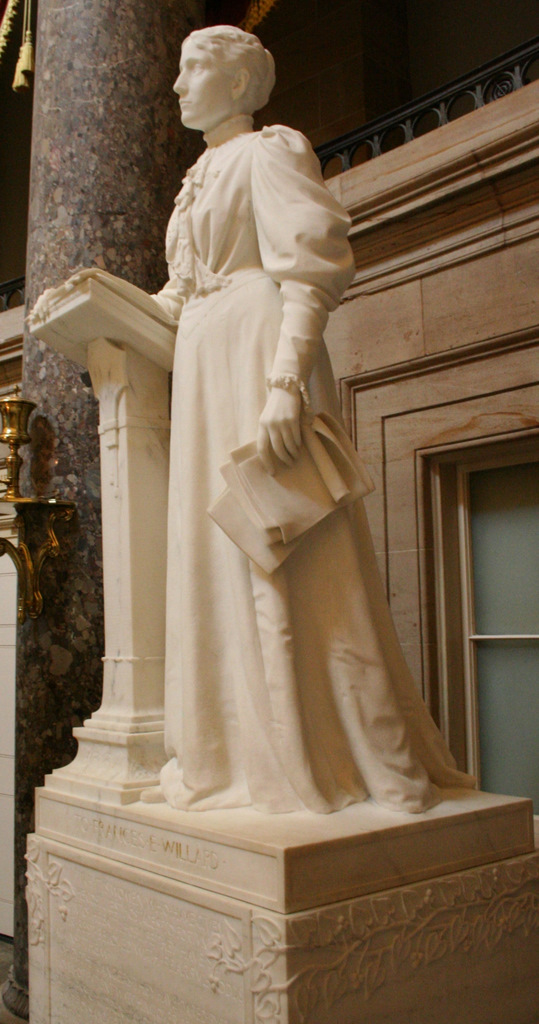
국회의사당 국립 조각상 홀에 전시된 윌러드 동상

헨리에타 브리그스-월이 1893년 시카고 콜럼비아 박람회를 위해 의뢰한 유명한 그림 <아메리칸 우먼과 그녀의 정치적 동등자들>(American Woman and her Political Peers)은 프랜시스 윌러드를 중앙에 배치하고, 죄수, 아메리카 원주민, 정신 이상자, 바보로 둘러싸인 모습을 담고 있다. 이 이미지는 여성 참정권에 대한 한 가지 주장을 간결하게 표현했다: 투표권이 없으면 교육받고 존경받는 여성은 참정권이 거부된 다른 사회적 소외 계층과 동등하게 여겨졌다.
그녀의 사망 후, 윌러드는 미국 국회의사당의 국립 조각상 홀에 미국 최고의 지도자들 중 처음으로 포함된 여성이었다. 그녀의 동상은 헬렌 판스워스 미어스에 의해 디자인되었고 1905년에 공개되었다.

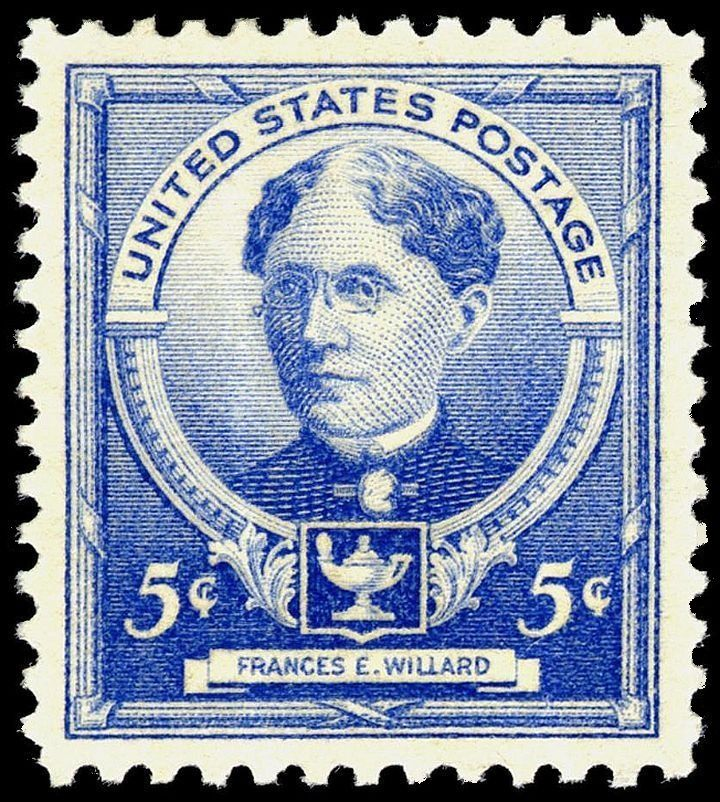
프랜시스 E. 윌러드, 5센트,
1940년 발행

윌러드는 1940년 3월 28일 미국 유명 인물 시리즈의 일부로 발행된 미국 우표에 기념되어 있다.
로라도 태프트가 1929년 전국 여성 기독교 금주 운동의 의뢰로 제작한 프랜시스 엘리자베스 윌러드 (명판) 부조는 인디애나 주 의사당, 인디애나폴리스 (인디애나주)에 있다. 이 명판은 1879년 10월 31일 윌러드가 WCTU 회장으로 선출된 50주년을 기념한다: "여성에게 더 넓은 세상을, 인류에게 더 가정적인 세상을 만든 분을 기리며 프랜시스 엘리자베스 윌러드 용감한 개척자이자 전국 및 세계 여성 기독교 금주 운동의 사랑받는 지도자."
캐나다 킹스턴 (온타리오주)의 리처드슨 해변에는 1939년 9월 28일 킹스턴 여성 기독교 금주 운동에 의해 작은 기념비가 세워졌다.
윌러드는 제인 커츠의 청소년 소설 자전거 광증에서 두 명의 주요 여성 주인공 중 한 명으로 등장한다.
2000년 윌러드는 전미 여성 명예의 전당에 헌액되었다.

### 유명인 이름을 딴 곳
시카고 템퍼런스 템플의 윌러드 홀은 그녀의 이름을 따서 명명되었다.
1911년, 사우스오스트레일리아주 애들레이드 웨이크필드 거리에 있는 윌러드 홀과 윌러드 게스트 하우스는 WCTU의 사우스오스트레일리아주 지부에 의해 개관되었다.
프랜시스 E. 윌러드 초등학교. 에번스턴 (일리노이주).
프랜시스 E. 윌러드 초등학교, 패서디나 (캘리포니아주).
프랜시스 E. 윌러드 초등학교. 1960년 윌러드 중학교가 되었다. 티드워터 드라이브, 노퍽 (버지니아주).
프랜시스 윌러드 하우스 박물관 및 기록 보관소는 일리노이주 에번스턴에 위치해 있다.
노스웨스턴 대학교의 기숙사인 윌러드 레지덴셜 칼리지는 1938년 여성 기숙사로 개관했으며 1970년에는 대학 최초의 남녀 공학 기숙사가 되었다.
필라델피아에 있는 프랜시스 E. 윌러드 학교는 1987년 미국 국립사적지에 등재되었다.
위스콘신주 제인즈빌에 있는 프랜시스 윌러드 학교는 1977년 미국 국립사적지에 등재되었다.
1916년 버클리 (캘리포니아주)에 설립된 윌러드 중학교는 그녀를 기리기 위해 명명되었다. 버클리에도 있고 중학교에 인접한 윌러드 공원은 1982년 프랜시스 윌러드에게 헌정되었다.
프랜시스 윌러드 초등학교는 펜실베이니아주 스크랜턴에 있는 공립학교이다.
치코 (캘리포니아주)의 프랜시스 윌러드 애비뉴는 그녀를 기리기 위해 명명되었다. 그녀는 마을 설립자이자 금주 운동의 동료 지도자인 존 비드웰과 애니 비드웰의 손님이었다. 이 도로는 비드웰 맨션 주립 역사 공원에 인접해 있다.
프랜시스 E. 윌러드 금주 병원은 1929년부터 1936년까지 시카고에서 그 이름으로 운영되었다. 현재는 시카고 오스틴 지역의 로레토 병원이다.
일리노이주 에번스턴에 위치한 증류소 F.E.W. 스피리츠는 이름에 윌러드의 이니셜을 사용한다.

## 관계
여성들 간의 사랑은 날마다 늘어나고 있으며, 나는 왜 이런 일이 일어나는지 많이 숙고했다. 그것에 대해 언급되는 것이 너무 적다는 사실에 놀랐다. 왜냐하면 그것들은 어디에나 있기 때문이다.... 오늘날 유능하고 조심성 있는 여성이라면 누구나 자신의 생계를 고귀하게 벌 수 있는 시대에, '마음이 맞는 두 사람'의 본보기가 없는 마을은 없다. 그 두 사람 모두 여성이다.
– 프랜시스 윌러드, 미국 여성의 자서전: 50년의 단편들, 1889

동시대의 기록은 윌러드의 우정과 여성으로부터의 장기적인 가사 도움 패턴을 묘사했다. 그녀는 동료들과 가장 강한 우정을 형성했다. 윌러드의 19세기 삶을 후대 세기의 문화와 규범으로 재정의하기는 어렵지만, 일부 학자들은 그녀의 성향과 행동이 동성 감정적 동맹(역사학자 주디스 M. 베넷이 "레즈비언-같다"고 부르는 것)과 일치한다고 묘사한다.

## 시민권 문제에 대한 논란
1890년대, 윌러드는 아프리카계 미국인 언론인이자 린치 반대 운동가인 아이다 B. 웰스와 갈등을 겪었다. 알코올의 폐해를 폭로하려 할 때, 윌러드와 다른 금주 개혁가들은 종종 그 폐해 중 하나로 흑인의 범죄 행위를 부추기는 영향을 묘사하여, 이것이 시급히 해결해야 할 심각한 문제 중 하나임을 암시했다. 이 균열은 1893년 웰스의 영국 순회 강연 중에 처음 드러났는데, 윌러드도 그곳에서 순회 강연 중이었고 이미 인기 있는 개혁주의 강사였다. 웰스는 윌러드가 미국 내 린치에 대해 침묵한 것을 공개적으로 문제 삼았고, 윌러드가 남부에서 WCTU의 노력을 위태롭게 하지 않기 위해 백인 여성이 술에 취한 흑인 남성에게 성폭행당할 위험에 항상 처해 있다는 인종차별적인 신화에 영합했다고 비난했다. 그녀는 윌러드가 남부를 방문했을 때 금주 운동의 실패를 인구 탓으로 돌린 때를 언급하며 다음과 같이 말했다. "유색인종은 이집트의 메뚜기처럼 번식하며," "술집이 그 세력의 중심지이다.... 여성, 어린이, 가정의 안전이 수천 군데에서 위협받고 있다."
윌러드는 웰스의 비난을 반복적으로 부인하며 "사회(WCTU)의 린치 만행에 대한 태도는 미국 내 다른 어떤 단체보다도 두드러졌다"고 썼다, 그리고 그녀는 자신의 주요 초점이 WCTU의 많은 아프리카계 미국인 회원들을 포함한 여성들의 역량 강화와 보호에 있다고 주장했다. 윌러드나 WCTU 모두 린치에 대해 직접적으로 반대한 적은 없지만, WCTU는 흑인 여성들을 적극적으로 모집하고 그들을 회원으로 포함시켰다는 것은 사실이다.
격렬한 논쟁 후, 윌러드는 린치에 대한 반대를 명시적으로 밝혔고 WCTU가 린치에 반대하는 결의안을 통과시키도록 성공적으로 촉구했다. 그러나 그녀는 웰스가 린치를 선동했다고 주장하는 수사를 계속 사용했다. 그녀의 소책자 남부의 공포와 붉은 기록에서 웰스는 백인 여성을 흑인 남성이 저항할 수 없는 순수하고 결백한 상징으로 묘사하는 수사가 린치를 조장한다고 주장했다.
웰스는 또한 윌러드가 WCTU의 남부 지부 내에서 인종 분리를 허용함으로써 분리를 용인했다고 믿었다. 윌러드의 회장 재임 기간 동안 전국 WCTU는 "주권" 정책을 유지하여 남부 지부가 인종 문제와 여성의 정치 참여 역할에 관하여 북부 지부보다 더 보수적일 수 있도록 허용했다.

## 출판물
- Woman and Temperance, or the Work and Workers of the Woman's Christian Temperance Union. Hartford, Conn: Park Pub. Co., 1883.
- How to Win: A Book For Girls. NY: Funk & Wagnalls, 1886. reprinted 1887 & 1888.
- Nineteen Beautiful Years, or, Sketches of a Girl's Life. Chicago: Woman's Temperance Publication Association, 1886.
- Glimpses of Fifty Years: the Autobiography of an American Woman. Chicago: Woman's Temperance Publishing Association, 1889.
- A Classic Town: The Story of Evanston. Woman's Temperance Publishing Association, Chicago, 1891.
- President's Annual Address. 1891, Woman's Christian Temperance Union.
- 어 센추리의 여성 (1893) (ed. Willard, Frances E. & Livermore, Mary A.) - 온라인에서  위키문헌에서 이용 가능.
- A Wheel Within a Wheel. How I Learned to Ride the Bicycle. 1895.
- Do Everything: a Handbook for the World's White Ribboners. Chicago: Woman's Temperance Publishing Association, [1895?].
- 《Occupations for Women》. Cooper Union, NY: Success Company. 1897.

## 같이 보기
- 시민권 운동가 목록
- 참정권론자 및 여성 참정권 운동가 목록
- 여성 인권 운동가 목록
- 여성 참정권 연표
- 사이먼 윌러드의 후손

## 내용주
1. ↑  “Frances Willard -”.
2. 1 2 3  Willard, Frances (2002).  Donawerth, Jane, 편집. 《Rhetorical Theory by Women before 1900: an Anthology》. Rowman and Littlefield. 241–254쪽. ISBN 9780742517172. 2014년 6월 19일에 확인함.
3. ↑  hedrick, Amanda (2011년 4월 10일). “Progressive Protestantism: the Life of Frances Willard, 1839–1896”. American Religious Experience. 2014년 3월 2일에 원본 문서에서 보존된 문서. 2014년 6월 19일에 확인함.
4. 1 2  Bordin, Ruth Brirgitta Anderson (1986). 《Frances Willard: A Biography》. Chapel Hill: University of North Carolina Press. ISBN 0-8078-1697-3.
5. ↑  “Learning – Frances Willard (1864-1874)”. 《sites.northwestern.edu》. Northwestern Libraries. 2020년 7월 31일에 확인함.
6. ↑  “Frances E. Willard: Years of Challenge (1859-1874)”. 《Illinois During the Gilded Age, 1866-1896》. Northern Illinois University Libraries. 2007. 2010년 5월 25일에 원본 문서에서 보존된 문서. 2010년 3월 24일에 확인함.
7. ↑  Willard, Frances Elizabeth (1895). 《A Wheel Within a Wheel: How I Learned to Ride the Bicycle, with Some Reflections by the Way》. Woman's Temperance Publishing Association. 53, 56쪽. ISBN 9785874228309.
8. ↑  “WCTU Publications”. 2012년 6월 7일. 2012년 6월 7일에 원본 문서에서 보존된 문서. 2019년 8월 22일에 확인함.
9. ↑  Benschoten, William Henry Van (1907). 《Concerning the Van Bunschoten Or Van Benschoten Family in America: A Genealogy and Brief History ...》 (영어) Public domain판. A. V. Haight Company. 359쪽. 2021년 12월 23일에 확인함.  본 문서에는 현재 퍼블릭 도메인에 속한 다음 저작물을 기초로 작성된 내용이 포함되어 있습니다: {{{1}}}
10. ↑  “MRS. MARY C. VAN BENSCHOTEN”. 《Chicago Tribune》 (영어). 1921년 3월 30일. 15면. 2021년 12월 23일에 확인함 – Newspapers.com 경유.  본 문서에는 현재 퍼블릭 도메인에 속한 다음 저작물을 기초로 작성된 내용이 포함되어 있습니다: {{{1}}}
11. ↑  Burt, Elizabeth V., 편집. (2000). 《Women's Press Organizations, 1881-1999》. Westport, CT: Greenwood Press. 76쪽. ISBN 0-313-30661-3. 2014년 6월 19일에 확인함.
12. 1 2  〈Frances Willard〉. 《Encyclopædia Britannica》. 2013년 7월 20일. 2014년 6월 19일에 확인함.
13. ↑  Joan Cashin, First Lady of the Confederacy: Varina Davis' Civil War (Harvard University Press 2006) pp. 241-44. 252-253
14. ↑  Willard, Frances Elizabeth. Home protection manual. New York: Published at "The Independent" office, 1879.
15. 1 2 3  Willard, Frances E. (1890). 《A White Life for Two》. Chicago: Women's Temperance Publishing Association.
16. ↑  Frances Willard, "Speech At Queen's Hall, London," June 9, 1894, in Citizen and Home Guard, July 23, 1894, WCTU series, roll 41, frame 27. Reprinted as "The Average Woman," in Slagell, "Good Woman Speaking Well," 619-625.
17. ↑  Kraditor, Aileen S. (1981년 4월 17일). 《The Ideas of the Woman Suffrage Movement, 1890–1920》. W.W. Norton. ISBN 978-0393000399. 2014년 6월 19일에 확인함.
18. ↑  “Frances Elizabeth Caroline Willard (1839–1898)”. Women Christian Temperance Union. 2014년 6월 12일에 원본 문서에서 보존된 문서. 2014년 6월 19일에 확인함.
19. 1 2 3  Roark, James L.; Johnson, Michael P.; Furstenburg, Francois; Cline Cohen, Patricia; Hartmann, Susan M.; Stage, Sarah; Igo, Sarah E. (2020). 〈Chapter 20 Dissent, Depression, and War: 1890–1900〉. 《The American Promise: A History of the United States》 (Kindle). Combined Volume Value, 8판. Boston, MA: Bedford/St. Martin's. Kindle Locations 14816–14835. ISBN 978-1319208929. OCLC 1096495503.
20. ↑  Ross Evans Paulson (1997). 《Liberty, Equality, and Justice: Civil Rights, Women's Rights, and the Regulation of Business, 1865-1932》. Duke UP. 87쪽. ISBN 0822319918.
21. ↑  Bordin, Ruth (1986). 《Frances Willard: A Biography》. The University of North Carolina Press. ISBN 9780807816974.
22. ↑  Wilson, Scott. Resting Places: The Burial Sites of More Than 14,000 Famous Persons, 3d ed.: 2 (Kindle Location 50944). McFarland & Company, Inc., Publishers. Kindle Edition.
23. ↑  Briggs-Wall, Henrietta (1911). “American Woman and Her Political Peers”. 미국 의회도서관. 2014년 6월 19일에 확인함.
24. ↑  School, Stanford Law (2020년 8월 13일). “Some Suffragists in the 19th Century Exploited Existing Stereotypes of the Period to Advance Their Cause, says Stanford Legal Historian”. 《Stanford Law School》 (영어). 2023년 3월 29일에 확인함.
25. ↑  “FRANCES E. WILLARD”. 《Architect of the Capitol》. 2020년 4월 29일에 확인함.
26. ↑  France Elizabeth Willard
27. ↑  Famous Americans Issue
28. ↑  “Willard, Frances E.”. 《National Women's Hall of Fame》. 2019년 8월 22일에 확인함.
29. ↑  Gordon, Elizabeth Putnam (1924). 《Women Torch-bearers: The Story of the Woman's Christian Temperance Union》 (영어). National woman's Christian temperance union publishing house. 216–217쪽. 2022년 7월 24일에 확인함.  본 문서에는 현재 퍼블릭 도메인에 속한 다음 저작물을 기초로 작성된 내용이 포함되어 있습니다: {{{1}}}
30. ↑  “Women's Christian Temperance Union”. 《Adelaidia》. 2015년 10월 2일. 2019년 7월 3일에 확인함.
31. ↑  “Wakefield Street, Adelaide [B 7386]: Photograph”. 《State Library of South Australia》. 2019년 7월 3일에 확인함.
32. ↑  Frances Willard House Museum and Archives Website Retrieved 2016-02-22.
33. ↑  “Willard Residential College”. 《Northwestern University》. 2020년 7월 4일에 확인함.
34. ↑  (영어) 미국 국립공원관리청 (2010년 7월 9일). “National Register Information System”. 《미국 국립사적지》.
35. ↑  “Frances Willard Schoolhouse”. LandmarkHunter.com. 2014년 6월 19일에 확인함.
36. ↑  “Frances Willard - Willard Middle School”. 2019년 10월 22일에 확인함.
37. ↑  “Parks: Willard Park - City of Berkeley, CA”. 2019년 11월 10일에 원본 문서에서 보존된 문서. 2019년 10월 22일에 확인함.
38. ↑  “The History of Loretto Hospital”. Loretto Hospital. 2013년 1월 24일에 원본 문서에서 보존된 문서. 2014년 6월 19일에 확인함.
39. ↑  Maroukian, Francine (2015년 2월 20일). “How to Build a Distillery in the Birthplace of Prohibition”. 《Popular Mechanics》. 2019년 8월 22일에 확인함.
40. ↑  “Behind the Scenes at the F.E.W. Spirits Distillery in Evanston, IL”. 《drinks.seriouseats.com》. 2018년 11월 14일에 원본 문서에서 보존된 문서. 2019년 8월 22일에 확인함.
41. ↑  Baker, Jean H. (2006). 《Sisters: The Lives of America's Suffragists》. New York City: 맥밀런 출판사. 149쪽. ISBN 0-8090-8703-0.
42. ↑  Morrow, Deana F.; Lori Messinger (2006). 《Sexual orientation and gender expression in social work practice: working with gay, lesbian, bisexual, and transgender people》. New York City: 컬럼비아 대학교 출판부. 19쪽. ISBN 0-231-12728-6.
43. ↑  Faderman, Lillian (2000). 《To Believe in Women: What Lesbians Have Done For America - A History》. New York City: 호턴 미플린 하코트. 31, 354쪽. ISBN 0-618-05697-1.
44. ↑  Faderman, Lillian (1991). 《Odd girls and twilight lovers: a history of lesbian life in twentieth-century America》. New York City: 컬럼비아 대학교 출판부. 11, 16쪽. ISBN 0-231-07488-3.
45. ↑  Bennett, Judith M.: '"Lesbian-Like" and the Social History of Lesbianisms' Journal of the History of Sexuality
Vol. 9, No. 1/2 (Jan. - Apr., 2000), pp. 1-24
46. ↑  Lerner, Gerda (September 1987). 《Where Biographers Fear to Tread》. 《Women's Review of Books》 4 (Old City Publishing). 11–12쪽. doi:10.2307/4020149. ISSN 0738-1433. JSTOR 4020149.
47. ↑  Burns, Eric (2004). 《The spirits of America: a social history of alcohol》. 템플 대학교 출판부. 123–126쪽. ISBN 1-59213-269-3.
48. ↑  Gustav-Wrathall, John Donald (1998). 《Take the young stranger by the hand: same-sex relations and the YMCA》. 시카고 대학교 출판부. 199쪽. ISBN 0-226-90784-8.
49. ↑  Faderman, Lillian (1998). 《Surpassing the love of men: romantic friendship and love between women from the Renaissance to the present》. New York City: 하퍼콜린스. ISBN 0-688-13330-4.
50. ↑  Rich, Adrienne (Summer 1980). 《Compulsory Heterosexuality and Lesbian Experience》. 《Signs》 5 (University of Chicago Press). 631–660쪽. doi:10.1086/493756. JSTOR 3173834. S2CID 143604951.
51. ↑  Dray, Philip (2002). 《At the Hands of Persons Unknown: The Lynching of Black America》. New York City: 모던 라이브러리. 85, 106–107쪽. ISBN 978-0-375-75445-6. 2014년 6월 19일에 확인함.
52. ↑  Giddings, Paula J. (2008). 《Ida: A Sword Among Lions》. HarperCollins. 91쪽. ISBN 978-0060797362.
53. ↑  "About Southern Lynchings," Baltimore Herald, 20 October 1895 (Temperance and Prohibition Papers microfilm (1977), section III, reel 42, scrapbook 70, frame 153).
54. ↑  Hackett, Amy (2004). “"Cloaking an Apology for Lawlessness": Ida B. Wells, Frances Willard and the Lynching Controversy, 1890-1894”. 《American Studies Roundtable》. University of Massachusetts Boston. 2016년 4월 21일에 원본 문서에서 보존된 문서. 2012년 10월 14일에 확인함.
55. ↑  Feimster, Crystal N. (2011). 《Southern Horrors: Women and the Politics of Rape and Lynching》. Cambridge, Massachusetts: Harvard University Press. 109, 68쪽. ISBN 978-0-674-06185-9.

### 더 읽을거리
Dillon, Mary Earhart (1979). 《Notable American Women: 1607–1950》. Cambridge, Massachusetts: Harvard University Press. ISBN 0674627318.
- Anna Adams Gordon, The beautiful life of Frances Elizabeth Willard, 1898 Book online
- William M. Thayer, Women who win, 1896 s. 341–369 (355–383) Book online

### 주요 자료
- Let Something Good Be Said: Speeches and Writings of Frances E. Willard, ed. by Carolyn De Swarte Gifford and Amy R. Slagell, 일리노이 대학교 출판부, 2007 ISBN 978-0-252-03207-3.
- Correspondence and images of Frances Willard from Kansas Memory, the digital portal of the Kansas historical Society.